# Lemmatsi
Lemmatsi är en ort i Estland. Den ligger i Ülenurme kommun och landskapet Tartumaa, i den sydöstra delen av landet, 160 km sydost om huvudstaden Tallinn. Lemmatsi ligger 57 meter över havet och antalet invånare är 130.
Terrängen runt Lemmatsi är platt. Runt Lemmatsi är det glesbefolkat, med 13 invånare per kvadratkilometer. Närmaste större samhälle är Dorpat, 7,0 km nordost om Lemmatsi. Omgivningarna runt Lemmatsi är en mosaik av jordbruksmark och naturlig växtlighet.